# Estado excitado

Después de absorber energía, un electrón puede saltar desde el estado fundamental a un estado excitado de mayor energía.

En mecánica cuántica, un estado excitado de un sistema (como un electrón,  núcleo atómico, átomo, o molécula) es cualquier estado cuántico, que gozando de una mayor energía que el estado fundamental, es decir, más energía que el mínimo absoluto, "decae espontáneamente" evolucionando hacia el estado fundamental.
La vida útil de un sistema en un estado excitado suele ser corta: la emisión espontánea o inducida de un cuanto de energía (como un fotón o un fonón) por lo general ocurre poco después de que el sistema haya sido promovido al estado excitado, volviendo el sistema a un estado con una energía más baja (un estado menos excitado o el estado fundamental). Este retorno a un nivel de energía es, a menudo imprecisamente llamado decaimiento y es el inverso de la excitación.
Los estados excitados de vida media larga se llaman a menudo metaestables. Los isómeros nucleares de vida media larga, y el oxígeno singlete son dos ejemplos de esto.

## Excitación atómica

Excitación atómica por absorción de un fotón γ.

Excitación atómica por colisión, por ejemplo por aumento de calor.

Un ejemplo sencillo de excitación atómica es la que se encuentra en el átomo de hidrógeno, en particular en el estado de su único electrón. Un electrón en un átomo de hidrógeno puede tener diversos estados energéticos, tal como predice adecudamente el Modelo atómico de Schrödinger, el estado de más baja energía es el llamado estado fundamental.
El estado fundamental del átomo de hidrógeno corresponde a tener el único electrón del átomo en la órbita o nivel de energía más bajo posible, (es decir, la función de onda "1s", que presenta simetría esférica, y que tiene los números cuánticos más bajos posibles).  Al dar una energía adicional al átomo (por ejemplo, por la absorción de un fotón de una energía adecuada, o por calentamiento a alta temperatura, o por excitación eléctrica dentro de un campo eléctrico), el electrón es capaz de moverse a un estado excitado (un estado con uno o más números cuánticos mayores que el mínimo posible).  Si el fotón tiene demasiada energía, el electrón deja de estar vinculado al átomo, escapará del átomo, y el átomo quedará convertido en un ion positivo o catión, es decir, el átomo se ionizará.
Empíricamente se observa que después de la excitación, el átomo pasa a un estado excitado inferior, o al estado fundamental, emitiendo un fotón con una energía característica, igual a la diferencia de energía entre los niveles de salida y llegada. Esto se da porque realmente todos los estados excitados de hecho son estados metaestables siendo el único estado verdaderamente estable el estado fundamental. El paso a un nivel de energía inferior va a compañado de la emisión de fotones por átomos en diferentes estados excitados conduce a un espectro electromagnético que muestra una serie de características líneas de emisión (tenemos, en el caso del átomo de hidrógeno, la serie de Lyman, serie de Balmer, serie de Paschen, serie de Brackett y serie de Pfund.) Ni la mecánica cuántica ordinaria, ni el modelo atómico de Schrödinger explicaban porque los estados excitados no eran indefinidamente estables. Con el desarrollo de la electrodinámica cuántica se comprobó que la posibilidad de que existieran fluctuaciones del campo electromagnético hacía que el hamiltoniano del sistema formado por el átomo y su posible interacción cuántica con el campo electromagnético fluctuante del vacío, hacía que los estados excitados de hecho no fueran propiamente estados estacionarios y por tanto, sólo eran estados metaestables que acababan decayendo.
Un átomo en un estado excitado de muy alta energía se denomina átomo de Rydberg. Un sistema de átomos altamente excitados puede formar un estado excitado condensado de vida media larga, por ejemplo, una fase condensada compuesta completamente de átomos altamente excitados: la materia de Rydberg.
Así pues, un átomo o cualquier otro sistema puede excitarse por absorción de fotones de una frecuencia característica, o también mediante el calor o la electricidad.

### Causas de la inestabilidad
Los estados excitados para un átomo hidrogenoide, calculados por el modelo atómico de Schrödinger se ven afectados por la presencia de fluctuaciones mecanocuánticas del vacío. Así cuando el Hamiltoniano de un átomo hidrogenoide se complica para representar la interacción entre los electrones en cualquier estado ligado y los fotones virtuales asociados al campo electromagnético sucede algo notable: todos los estados ligados por encima del estado fundamental, pasan a ser estados metaestables, de hecho su energía se puede representar como:

{\displaystyle E_{k}^{(em)}=E_{k}^{(0)}+i\hbar \omega _{k}}

Donde:
{\displaystyle E_{k}^{(em)}} es la energía corregida del estado excitado en presencia del campo electromagnético.
{\displaystyle E_{k}^{(0)}} es la energía del estado ligdo k-ésimo en el modelo de Schrödinger.
{\displaystyle \omega _{k}=2\pi /T_{k}} es la frecuencia de decaimiento, donde {\displaystyle T_{k}} representa el tiempo medio de supervivencia del estado excitado.
La ecuación de Schrödinger lleva a que cualquier estado excitado metaetable decaiga en el estado fundamental según una ley de decaimiento exponencial.

## Excitación nuclear
Muchos núcleos atómicos de átomos radioactivos pueden considerarse como estados excitados. Como tales, son estados metaestables que pueden persistir durante largos períodos a pesar de no ser estables. Sin embargo, al igual que sucede con la excitación atómica de los electrones, pasado un tiempo, el estado metaestable del núcleo decae y emite algunas partículas alfa, beta o gamma.
Al igual que en el caso de la excitación atómica la ley de decaimiento de los materiales radiactivos resulta ser una ley exponencial:

{\displaystyle {\frac {{\text{d}}N(t)}{{\text{d}}t}}=-\gamma _{r}N(t)}

La diferencia principal con los estados excitados electrónicos, es que los estados excitados típicos de muchos núcleos atómico tienen una vida media de miles de años e incluso millones de años.

## Excitación de un gas perturbado
Un conjunto de moléculas que forman un gas se puede considerar en un estado excitado, si una o más moléculas se elevan a niveles de energía cinética tales que la distribución de velocidades resultante se aleje del equilibrio de la distribución de Boltzmann.  Este fenómeno ha sido estudiado en el caso de un gas bidimensional con cierto detalle, analizando el tiempo necesario para relajarse hasta el equilibrio.

## Cálculo de estados excitados
Los estados excitados a menudo se calculan usando clúster acoplado, la teoría de perturbación de Møller-Plesset, campo autoconsistente multiconfiguracional, interacción de configuración, y la teoría del funcional de la densidad dependiente del tiempo.

## Absorción de estado excitado
La excitación de un sistema (un átomo o una molécula) de un estado excitado a un estado excitado de mayor energía con la absorción de un fotón se denomina “absorción en estado excitado” (ESA). La absorción en estado excitado sólo es posible cuando un electrón ya ha sido excitado desde el estado fundamental a un estado excitado más bajo. La absorción en estado excitado suele ser un efecto no deseado, pero puede ser útil en el bombeo de conversión ascendente. Las mediciones de absorción en estado excitado se realizan utilizando técnicas de bomba-sonda como fotólisis de destello. Sin embargo, no es fácil medirlos en comparación con la absorción en estado fundamental y, en algunos casos, se requiere un blanqueo completo del estado fundamental para medir la absorción en estado excitado.